# Carlos Altamirano
Carlos Altamirano Washington (26 agosto 1939) è un saggista e sociologo argentino.

## Biografia
Ricercatore del CONICET, professore presso l'Università Nazionale di Quilmes, è autore di numerosi libri sulla politica e sulla società. Ha ricevuto il Guggenheim Fellowship nel 2004, il Premio Konex - diploma emerito nel 2006 e il Konex di platino nel 2014.

## Obra
- Literatura/Sociedad (con Beatriz Sarlo, 1983)
- Ensayos argentinos: de Sarmiento a la vanguardia (con Beatriz Sarlo, 1997)
- Frondizi: el hombre de ideas como político (1998)
- Peronismo y cultura de izquierda (2001)
- Bajo el signo de las masas, 1943-1973 (2001)
- Para un programa de historia intelectual (2005)